# Murat Reis
Murat Reis (m. Vlore 1638), anomenat Morato Arráez en les fonts espanyoles contemporànies, va ser un corsari otomà, famós per la invasió de l'illa de Lanzarote.

## Origen i inicis
Segons l'espanyol Diego de Haedo, Murat havia nascut a Albània en el si d'una família cristiana. A l'edat de 12 anys va caure en mans del marí otomà Kara Ali, que se'l va emportar amb ell a Alger. Murat va passar a formar part de la marina otomana i va arribar a capitanejar una nau però, després de la derrota soferta en el setge de Malta de 1565, i fastiguejat de la monotonia i la disciplina, va decidir emprendre una carrera en solitari. En tornar a Alger, Kara Ali li va castigar retirant-li el vaixell. No obstant això, Murat es va buscar una galera de 15 rems i va partir cap a les costes espanyoles. Va tornar al cap de set dies amb tres vaixells enemics capturats i 140 presoners. Va guanyar així prestigi i va poder va passar a navegar a les ordres del veterà capità Uluxh Ali.
En els anys següents va aconseguir nous èxits, com la captura tres galeres de Malta i, el 1578, la captura de la galera en què viatjava el Duc de Terranova, exvirrei espanyol de Sicília. Per aquestes dates ja capitanejava una petita flota i rebia l'apel·latiu de Rais.
L'abril del 1580 va partir d'Alger amb dues naus cap a les costes italianes. Enfront de Toscana va derrotar a dues grans galeres de l'armada pontifícia, una d'elles el vaixell almirall del papa Gregorio XIII, en les quals va capturar un gran botí i va alliberar a centenars de presoners musulmans i cristians.

## Atac a Lanzarote
El 1585 Murat Reis va emprendre la que resultaria la seva acció més famosa. Amb tres naus va partir d'Alger fins a Salé, on va afegir diversos bergantines a la seva esquadra. D'allí va seguir cap a l'oest, internant-se en l'oceà Atlàntic a través de l'estret de Gibraltar.
Al capvespre del dia 30 de juliol de 1586 els vaixells de Murat van albirar les costes de Titeroygatra (Lanzarote) i van romandre ocults fins a la nit per no ser descoberts des de terra. Ja entrada la nit, va succeir el desembarcament, aconseguint plenament el control del port. L'endemà, el dijous 31 de juliol, les tropes berberiscas van avançar per sorpresa sobre la capital, Teguise, solament sent descoberts quan es trobaven a mitja llegua d'ella.
Durant aquests atacs els otomans van fer uns 300 presoners, entre ells la mare d'Agustín de Herrera i Rojas, I Marquès de Lanzarote, la seva esposa i la seva filla Constança. La majoria dels presoners, incloent les tres dones citades, van ser alliberats a canvi d'un gros rescat, segons les capitulacions signades per Gonzalo Argote de Molina.
Quan les notícies de l'atac van arribar a la península Ibèrica, l'almirall Martín de Padilla va bloquejar l'estret de Gibraltar amb una flota de 18 galeres per tallar-li el pas a Murat. Ell, no obstant això, va aprofitar una nit de boira per passar l'estret sense ser vist. D'allà va passar per València, on va capturar un parell de naus, i per fi va tornar triomfant a Alger.

## Carrera posterior
Sembla que en 1587 va encapçalar un segon atac a Canàries, amb 18 naus, en col·laboració amb Isabel I d'Anglaterra. En 1595 va prendre el càrrec d'almirall a Alger i en 1603-1607 a Tunísia. En 1607 o 1608 va ser nomenat beylberbey de Morea i en data desconeguda es va traslladar a la seva Albània natal, on va morir en 1638, suposadament a l'edat de 104 anys.

## Cites en la literatura espanyola
Murat Reis apareix esmentat en obres de diversos autors del Segle d'Or espanyol com Lope de Vega o Miguel de Cervantes, per exemple:
| «                                      | era fama por Denia que Morato / estaba imaginando en sus derrotas / (que por ser ladrón del mar tiene por trato) / en Ibiza con doce galeotas. | » |
| — Lope de Vega, Fiestas de Denia, 1599 | |   |

| «                                              | Mira las almas que perdidas lloran / Italia triste, España miserable, / cautivas de los bárbaros que adoran / la rapiña de los cuerpos lamentable. / Los quatro de Argel, corsarios moran, / con daño mío y perdición notable, / Chafer, Fuchel, Mamisali y Morato, / de Tripol, Túnez y Biserta al trato. | » |
| — Lope de Vega, La Dracontea, capítulo 1, 1604 | |   |

| «                                               | y saltando dos amigos con hábito turquesco en la barca, arrebataron la nueva Elena, que trasladando della al bergantín enrriquezieron los brazos de Philandro; las voces de los fingidos turcos que apellidauan a Morato Arráez hizieron créer a los que en la barca dexaron libres que fuese indubitadamente el autor del robo. | » |
| — Lope de Vega, El Peregrino en su patria, 1604 | |   |

| «                                                                                                 | Morato Arraez, gran Señor, / te la presento, y es ella / la primera y la mejor / que del titulo de bella / puede llevarse el honor. | » |
| — Miguel de Cervantes, Comedia famosa de la gran sultana Doña Catalina de Oviedo, jornada 1, 1615 | |   |

| «                                                                             | y desenvainando su alfanje (...) iba con tanta furia contra el gallo como si fuera contra Morato Arraez. | » |
| — Vicente Espinel, Relaciones de la vida del escudero Marcos de Obregón, 1618 | |   |

| «                                                   | al amanecer se halló muy cerca de la playa de Argel, de donde fué visto; estaban en ella dos galeras de moros que gobernaba Ali Morato, el mayor corsario de la morisma. | » |
| — Alonso Castillo Solórzano, Noches de placer, 1631 | |   |